# China Global Television Network
 (octobre 2020).
China Global Television Network (CGTN, pinyin : Zhōngguó guójì diànshìtái ou 中国环球电视网 ; pinyin : Zhōngguó Huánqiú Diànshì Wǎng), anciennement CCTV International, est un réseau de télévision disponible en six langues détenu et géré par la Télévision centrale de Chine (CCTV), faisant partie de China Media Group depuis 2018.

## Histoire
Les six chaînes de télévision en langue non chinoise sous CCTV International ont été relancées simultanément à 04h00 heure de Londres et à 12h00 heure de Beijing, le 31 décembre 2016 pour porter le nom CGTN.
CCTV-4, la chaîne internationale en chinois mandarin, ne faisait pas partie de ce changement de marque.

## Chaîne
| Nom              | Langue   | Date de lancement | Nom précédent        |
| ---------------- | -------- | ----------------- | -------------------- |
| CGTN             | English  | 20 septembre 1997 | CCTV-NEWS CCTV-9     |
| CGTN-Español     | Espagnol | 1 octobre 2007    | CCTV-E CCTV-Español  |
| CGTN-Français    | Français | 1 octobre 2007    | CCTV-F CCTV-Français |
| CGTN-العربية     | Arabic   | 25 juillet 2009   | CCTV-العربية         |
| CGTN-Русский     | Russia   | 10 septembre 2009 | CCTV-Русский         |
| CGTN Documentary | English  | 1 janvier 2011    | CCTV-9 Documentary   |

## Critiques et controverses
CGTN est enregistrée auprès du Conseil d'État de la république populaire de Chine et affilié au Parti communiste chinois. CGTN fait l'objet de nombreuses critiques, étant notamment accusée de propagande et de désinformation en faveur du gouvernement chinois ou encore d'avoir diffusé des aveux forcés,,.
Les critiques ont accusé la CGTN de diffuser des informations erronées et de faire de fausses allégations contre des opposants au gouvernement chinois,. Le réseau a fait l'objet d'une enquête et a été censuré par l'Ofcom pour des allégations de couverture biaisée des manifestations de 2019-2020 à Hong Kong et la diffusion d'aveux forcés. CGTN a été qualifié de véhicule de propagande gouvernementale et de campagnes de désinformation par Reporters sans frontières et d'autres sources,,,.

### Désignation des États-Unis comme mission étrangère
En 2018, le département de la Justice des États-Unis a ordonné à la division américaine de CGTN (connue sous le nom de CGTN America) de s'enregistrer en tant qu'agent étranger en vertu du Foreign Agents Registration Act (FARA). CGTN America a déclaré dans ses documents FARA du 1er février 2019 qu'elle n'était pas d'accord avec la décision du département de la Justice, mais s'est néanmoins enregistrée. En 2020, le département d'État des États-Unis a désigné CGTN et sa société mère, CCTV, comme « missions à l'étranger »,.

### Aveux extorqués
CCTV a diffusé deux aveux forcés du journaliste britannique Peter Humphrey. Le premier a été mis en scène en août 2013, a été filmé par une équipe de vidéosurveillance avec Humphrey enfermé dans une chaise en fer à l'intérieur d'une cage en acier, portant des menottes et un gilet de prison orange. C'était avant qu'il ne soit inculpé, jugé ou reconnu coupable d'un crime. Le second, en juillet 2014, a de nouveau été filmé par CCTV, pas dans une cage cette fois, mais toujours dans un gilet de prison et des menottes, avant qu'il ne soit jugé ou condamné pour collecte illégale d'informations. Les deux ont été diffusés au Royaume-Uni par CGTN.
Le 23 novembre 2018, Humphrey a déposé une plainte auprès de l'Ofcom contre CCTV, invoquant des violations des dispositions d'équité et de confidentialité du United Kingdom Broadcasting Code. Humphrey a déclaré que les deux aveux avaient été écrits et dirigés par la police chinoise, le bureau de la sécurité publique , alors qu'il était prisonnier, dans des conditions de contrainte équivalant à de la torture. Le 6 juillet 2020, Ofcom a statué que CGTN était coupable d'avoir enfreint les normes de radiodiffusion britanniques dans les deux incidents. La décision a déclaré que CGTN avait violé la vie privée de Humphrey et que dans les reportages de la chaîne, "des faits matériels ont été présentés, ignorés ou omis d'une manière injuste envers M. Humphrey".
En novembre 2019, la CGTN a diffusé une vidéo d'un employé consulaire britannique, Simon Cheng, en captivité «avouant» son union avec des prostituées. En une semaine, Cheng avait déposé une plainte auprès de l'Ofcom.

### Les accusations de partialité et de désinformation
Le 18 septembre 2019, Nick Pollard , un vétéran de la télévision britannique, a démissionné de son poste de consultant et conseiller auprès de la CGTN, invoquant la raison de son départ comme étant le non-respect par la CGTN des règles d'impartialité de l'Ofcom dans le cadre de sa couverture de Hong Kong et des protestations contre le projet de loi anti-extradition. Il avait rejoint CGTN en décembre 2018. Ofcom avait plusieurs enquêtes sur CGTN en septembre 2019.
Un article de septembre 2019 dans The Diplomat a déclaré que CGTN " a un bilan constant de violation flagrante des normes journalistiques et d'encouragement ou de justification de la haine et de la violence contre des innocents".
Le 17 mars 2020, CGTN a diffusé une vidéo en arabe que Reporters sans frontières a qualifiée de désinformation liée à la pandémie de coronavirus 2019-2020.

### Détenu journaliste australien
En août 2020, le présentateur de la télévision australienne CGTN Cheng Lei a été arrêté par les autorités chinoises pour des raisons de sécurité nationale, mais aucun détail sur les accusations n'a été fourni.